# Pithecopus gonzagai
Pithecopus gonzagai — вид жаб родини Phyllomedusidae. Описаний у 2020 році.

## Назва
Вид названий на честь Луїса Гонзаги (1912—1989) — бразильського співака, музиканта і поета, однієї з найпомітніших постатей в бразильській народній музиці XX століття. Він народився і виріс у муніципалітеті Ешу у штаті Пернамбуку, де також трапляється і цей вид жаб.

## Поширення
Вид поширений на північному сході Бразилії. Поширений у штатах Пернамбуку та Алагоас.